# 荒木万寿夫
荒木 萬壽夫（あらき ますお、1901年（明治34年）7月17日 - 1973年（昭和48年）8月24日）は、昭和期の政治家、逓信及び商工官僚。位階は正三位。勲等は勲一等。文部大臣（第80-81代）、科学技術庁長官（第8代）、行政管理庁長官（第32-33代）、国家公安委員会委員長（第25・26代）、衆議院議員（10期）。
趣味は囲碁（六段）で、政界随一の腕前と評された。

## 来歴・人物
福岡県三池郡岩田村（現みやま市）に、古賀徹の四男として生まれる。後に荒木鹿六の養子となる（1923年）。福岡県立八女中学校（現福岡県立八女高等学校）、旧制第五高等学校（現熊本大学）を経て、1925年京都帝国大学経済学部を卒業、逓信省に入省する。五高・京大を通して池田勇人と同級生だった。
豊橋郵便局長、逓信省簡易保険局第5原簿課長、第2貸付課長、国務院総務庁理事官、逓信省航空局総務課長、監理部企画課長、電気庁長官官房総務課長、大臣官房秘書課長、大臣官房企画課長、広島逓信局長、電力行政の軍需省（商工省）移管後は軍需省電力局長、商工省電力局長を歴任の後、戦後の1946年大牟田市長となる。翌1947年、修正資本主義の理念に共鳴して民主党に入り、第23回衆議院議員総選挙に旧福岡3区にて立候補し初当選する。以後当選10回。芦田均の側近となる。芦田内閣大蔵政務次官、民主党政務調査会長、改進党国会対策委員長を歴任する。1955年の保守合同後もしばらく有田喜一、志賀健次郎、小島徹三らとともに「芦田派」を維持し、やがて池田とのよしみで宏池会に加入する。
1954年4月24日、会期中に捜査当局から収賄罪に問われ逮捕許諾請求がされたが、「国会会期末まで残り2週間」「改進党国会対策委員長という重責にある」などの反対理由が出され、衆議院で逮捕許諾決議は不許諾216票・許諾187票で29票差で不許諾となり、後に不起訴となった。
1960年、第1次池田内閣にて文部大臣兼科学技術庁長官兼原子力委員長として入閣する。文相としては前任者の松田竹千代とは対照的に、日教組は「階級闘争理念の上に立っているので共通の基盤がない」として距離を置く姿勢をとった（日教組に対する基本的なスタンスは『朝日新聞』1960年9月29日付朝刊7面の「私は、日教組となぜ会わないか」にまとめられている）。教育基本法改正を提唱したり、1961年には全国学力テストの実施を強行するなどし、「池田低姿勢内閣の“高”一点」と呼ばれた。この他文相時代の業績には、中堅技術者養成を目的とした高等専門学校制度の創設がある。
1968年には第2次佐藤内閣第2次改造内閣で行政管理庁長官兼国家公安委員会委員長となるが、1971年地元での講演の中で「公害などひと風吹けば何ということはない」「カドミウム汚染米は食べてやろうという心意気が大事だ」などという珍発言を行い顰蹙を買った。
1971年11月の秋の叙勲で勲一等に叙され、旭日大綬章を受章する。
1973年8月24日、死去した。72歳没。同月28日、特旨を以て位三級を追陞され、死没日付をもって従四位から正三位に叙された。